# Finlandia na Letnich Igrzyskach Olimpijskich 1992
Finlandię na Letnich Igrzyskach Olimpijskich 1992 reprezentowało 88 zawodników, 60 mężczyzn i 28 kobiet.

## Zdobyte medale
| Medal  | Zawodnik                                  | Dyscyplina    | Konkurencja                    | Rezultat                                    |
| ------ | ----------------------------------------- | ------------- | ------------------------------ | ------------------------------------------- |
| Złoto  | Mikko Kolehmainen                         | Kajakarstwo   | K-1 mężczyzn                   | 1:40,34                                     |
| Srebro | Tomi Poikolainen Ismo Falck Jari Lipponen | Łucznictwo    | Konkurs drużynowy mężczyzn     | Przegrali z reprezentacją Hiszpanii 236:238 |
| Srebro | Seppo Räty                                | Lekkoatletyka | Rzut oszczepem mężczyzn        | 86,60 m                                     |
| Brąz   | Jyri Kjäll                                | Boks          | Waga lekkopółśrednia mężczyzn  | [ 4 ] [ 5 ]                                 |
| Brąz   | Antti Kasvio                              | Pływanie      | 200 m stylem dowolnym mężczyzn | 1:47,63                                     |